# Ocotea haberi
Ocotea haberi är en lagerväxtart som beskrevs av Van der Werff. Ocotea haberi ingår i släktet Ocotea och familjen lagerväxter. Inga underarter finns listade i Catalogue of Life.